# Љубомир Јовановић
Љубомир Јовановић (Котор, 2/14. фебруар 1865 — Београд, 10. фебруар 1928) био је српски историчар, политичар и универзитетски професор. Био је редовни професор Универзитета у Београду од оснивања 1905. године, академик СКА, министар просвете, министар унутрашњих дела, члан Државног савета. Као министар унутрашњих послова учествовао је у прогону Драгутина Димитријевића Аписа и Црне руке на Солунском процесу због наводног атентата на регента Александра. Пред крај живота постао је близак краљу Александру и велики ривал Николе Пашића, због чега је искључен из Народне радикалне странке.

## Биографија
Рођен је 1865. године у Котору. Пореклом је из Рисна, одакле се његов отац Лазар Јовов преселио у Котор. Као гимназијалац био је међу најактивнијим члановима илегалне дружине Бранко Радичевић. После учествовања у Кривошијском устанку (1881—1882) у чети Аћима Суботића прешао је са Данилом Живаљевићем и другим омладинцима у Србију, где су касније били међу оснивачима часописа Коло 1889. У Београду завршава гимназију и као стипендиста Краљевине Србије студира на Високој школи. Један је од оснивача академског певачког друштва Обилић.
Као добровољац учествује у Српско-бугарском рату 1885. У бици код Сливнице тешко је рањен у ногу, после чега ће читав живот шепати и по чему је понео надимак Патак.
Јовановић и Јован Ђаја су међу радикалима имали задужења за Србе ван Србије. Одржавао је чврсте везе са политичким лидером далматинских Срба Савом Бјелановићем.
Наком дипломирања на Филозофском факултету ради као наставник у Реалној гимназији и Учитељској школи и касније у два наврата у Другој мушкој гимназији и у једном периоду у Пожаревцу. Са неколико колега 1888. оснива Професорско друштво.
Приликом оснивања Српске књижевне задруге 1892. године изабран је за секретара, Стојан Новаковић за председника, а Јован Јовановић Змај за потпредседника. Јовановић је један од оснивача и члан управног одбора Српског књижевног гласника. Био је потпредсједник (1903–1904) и предсједник СКЗ (1904–1906).
Суоснивач је Дружине књижевника и уметника и листа Дело (1893).
За дописног члана Српске краљевске академије изабран је 1890, а за редовног 1900. године. У периоду 1901-1903 био је управник Народне библиотеке Србије. Приликом оснивања Универзитета у Београду 1905. године био је међу првих 8 редовних професора који су бирали цео остали наставни кадар.
Заједно са професором Љубомиром Ковачевићем написао је „Историју српског народа“ (у две књиге, 1893. и 1894) за период до 1020. године. Допринео је победи критичког приступа српској и општој историји над романтичарима.
Био је један од чланова „Централног револуционарног тајног одбора у Београду“, који је за циљ имао организовање четничке акције у Македонији и Старој Србији. Он је био део пропагандне секције одбора. Заједно је са Голубом Јанићем и Јосифом Студићем основао удружење „Српска браћа“ 23. јануара 1905. Друштво је деловало до 1918. и његов председник је све време био Голуб Јанић. Био је један од оснивача „Српског књижевничког друштва“ 26. маја 1905. како се тада звало Удружење књижевника Србије.
Године 1905. постаје народни посланик и добија мандат посланика 1920, 1925. и 1927. Бока Которска чинила је његову примарну изборну базу.
Од 1909. напушта универзитетску каријеру како би се посветио националном раду.
Обављао је функције потпредседника Београдског гимнастичког друштва Соко (1901–1902. и 1903–1906) и председника Лоптачког клуба Соко (1903). Први је предсједник соколске жупе Душан Силни у Београду.
Јовановић је био лични предавач престолонаследника Александра Карађорђевића. Будућег краља је учио историју.
Био је министар унутрашњих послова Краљевине Србије 1909-11 и 1914-18, министар просвете, члан Државног савета. Био је министар унутрашњих послова током повлачења преко Албаније и реорганизације у Грчкој. Као министар унутрашњих послова учествовао је у прогону Драгутина Димитријевића Аписа и Црне руке на Солунском процесу због наводног атентата на регента Александра.
Током Јовановићевог мандата на челу Министарства просвете брзо је организована настава у школама на територијама које су припале Краљевини Србији након Балканских ратова.
Приликом проглашења Краљевине Срба, Хрвата и Словенаца 1. децембра 1918. био је један од шест чланова одбора, као представник Владе Краљевине Србије, који је требало да утврди начин како да се уједињење прогласи. Представници Владе Србије били су још и Стојан Протић и Момчило Нинчић, а представници Народног вијећа Анте Павелић, Светозар Прибићевић и Јосип Смодлака. Изабран је за председника Скупштине 20. октобра 1924.
Током парламентарних избора 1925. који су били праћени наступима противника централистичког државног уређења које су предводили хрватски политичари, Јовановић је агитовао у тада мултиетничкој Далмацији. Наводио је потребу праве братске љубави и јединства српскога, хрватскога и словеначкога ...Јер ми се не можемо без крви раставити једни од других. Ми се не можемо подијелити; ако нећемо братски живјети, ми се можемо само клати и истребљивати. У самој нашој покрајини живе поред Хрвата и толики многи Срби; живе заједно једни уз друге у истијем опћинама, у истијем градовима, истијем селима; Далмацију хоће и Срби и Хрвати. Како би је могли подијелити? Па и кад би могли, смију ли синови дијелити, комадати живот своје мајке, ми Срби и Хрвати своју домовину?
Налазио се на челу државне комисије за дочек руских избеглица 1920.
Пред крај живота постао је велики Пашићев ривал и помогао је краљу Александру у Пашићевом смењивању 1926. Пашићева струја је била привремено успешна тако што је успела да искључи Јовановића из Главног одбора под оптужбом да је изнео у јавност неистину да је Краљевина Србија извела атентат на Франца Фердинанда. Привремено је оформио независан посланички клуб. Сукоб са Пашићем настављен је до његове смрти 1926.
Од 1927. повукао се из јавности због болести.
Одликован је Орденом Светог Саве IV степена.
У марту 1940. на његовој родној кући у Котору је постављена спомен-плоча.

## Одабрана дела
- Ковачевић, Љубомир; Јовановић, Љубомир (1893). Историја српскога народа. 1. Београд: Српска књижевна задруга.
- Ковачевић, Љубомир; Јовановић, Љубомир (1894). Историја српскога народа. 2. Београд: Српска књижевна задруга.